# 一条秀子
一条 秀子（いちじょう ひでこ、文政8年10月13日（1825年11月22日） - 嘉永3年6月6日（1850年7月14日））は、後の江戸幕府第13代将軍・徳川家定がまだ家祥と名乗っていた将軍世子時代に迎えた二人目の御簾中（正室）。関白一条忠良の十四女。初名は寿明姫。院号は澄心院（ちょうしんいん）。

## 来歴
嘉永元年（1848年）に家祥の最初の御簾中・鷹司任子が死去したのを受け、同年中に家祥と納采。翌嘉永2年（1849年）11月22日に婚姻し、以後「御簾中様」と呼ばれた。
しかしその半年余り後の嘉永3年（1850年）5月27日に発病し、6月6日に死去、享年26。幕府は6月24日にその死を発表している。寛永寺に葬られ、従二位が追贈された。戒名は澄心院殿珠現円照大姉。死因については、輿入れで京都から江戸へ向かう道中、足に負った火傷の後遺症とする説がある。
二人の御簾中に相次いで先立たれた家祥は、その後将軍職に就いて家定と改名した3年後に、関白近衛忠煕の養女として薩摩藩から敬子（天璋院篤姫）を御台所に迎えている。

## 容姿
秀子は非常に背が低かったようで、江戸時代末期の情報屋・藤岡屋由蔵が江戸を中心とした事件や噂などを詳細に記録した日記『藤岡屋日記』に身の丈「三尺」（1メートル前後）とまで書かれるほど、巷間ではその短躯が噂になっていた。また両脚の長さが不均等だという噂も輿入れ前から流れていた。また、そうした噂を元に、歌川国芳により描かれた「きたいなめい医 難病療治」という錦絵には、足の悪い女性が描かれている。
2007年から2008年にかけて行われた寛永寺谷中徳川家近世墓所調査団による報告では、遺体から推測される身長は130センチ。すねの骨や歯に極度の変形がみられ、成長期に罹った病気によるものと考えられている。